# 阿马克新闻社

阿马克新闻社通过Twitter发布的一条新闻，内容为“7名人民保护部队战士在曼比季被狙击手打死”。

阿马克新闻社（英語：Amaq News Agency）是一家支持恐怖组织“伊斯兰国”的通讯社，2014年成立，使用阿拉伯语、英语、法语和俄语发稿。其新闻报道基本以伊斯兰国武装分子发动袭击的消息为主。该通讯社曾使用WordPress发布自己的新闻（现已被删除），现在则通过各种社交媒体对外发布消息。该通讯社还推出了在Android平台上运行的手机APP。
阿瑪克新聞社的創立者巴拉‧卡德克（Baraa Kadek）2017年6月死於美軍空襲。